# Mucor subtilissimus
Mucor subtilissimus är en svampart som beskrevs av Oudem. 1898. Mucor subtilissimus ingår i släktet Mucor och familjen Mucoraceae.   Inga underarter finns listade i Catalogue of Life.